# Gleichnisse Jesu
Jesus von Nazareth, Jeschua bzw. Jehoschua (hebräisch יהושוע) war in ein jüdisches, (rurales) kulturelles Umfeld eingebunden, ein Umfeld, das der sozialen Unterschicht entsprach. Jesus war Jude, er lebte und starb als solcher unter der römischen Besatzungsmacht, wahrscheinlich nach Strobel (1960) am 15. Nisan (7. April) 30 n. Chr.
Die hier dargestellte Form der Einteilung der „Gleichnisse“ orientiert sich im Wesentlichen an den Überlegungen von Jülicher (1886/1889).
Jesus sprach wahrscheinlich ein galiläisches Aramäisch. Durch Rückübersetzung aus den altgriechischen Texten (Günther Schwarz (1985)) konnten spezifische Sprachmerkmale der jesuanischen Rede rekonstruiert werden: Wortwahl, Konnotationen, Wortfolgen, Verslehre und Prosodie u. ä. m. Dabei sind sowohl das Hebräische als auch das Aramäische bzw. biblische Aramäisch ausdrucksreiche Sprachen, die reich an Metaphern oder bildlichen Ausdrücken sind, bedingt etwa durch konsonantische Wortwurzeln. Die in den kanonischen Evangelien, aber auch den apokryphen Texten dargestellten Jesusworte geben nicht den genauen Wortlaut des historischen Jesus wieder; die „Redetexte“ wurden während der mündlichen Weitergabe, deren Verschriftlichung und der nachfolgenden Reproduktion mehrfach redaktionell überarbeitet.

## Gleichnisse
Adolf Jülicher (1886) definierte das „Gleichnis als diejenige Redefigur, in welcher die Wirkung eines Satzes (Gedankens) gesichert werden soll durch Nebenstellung eines ähnlichen einem anderen Gebiet angehörigen, seiner Wirkung gewissen Satzes“. Metaphern, Allegorien und Symbole sind allgemein als narrative Werkzeuge der interpersonellen Kommunikation zu verstehen.
Nach Jülicher unterscheidet man Gleichnisse im engeren Sinne oder besprechende Gleichnisse, das sind solche, die einen typischen Fall bzw. einen regelmäßigen Vorgang zum Inhalt haben (z. B. Lk 13,18–19 EU). Sie sind gekennzeichnet durch Formulierungen „immer wenn“ bzw. „in der Regel“; ein Senfkorn wird in der Regel eine Staude des Schwarzen Senfs.
Die zweite Gruppe der Gleichnisse, die Parabeln oder erzählenden Gleichnisse bzw. Gleichniserzählungen, bilden keinen Regelfall ab, sondern einen besonderen Einzelfall. Kennzeichnend ist für sie das Einmalige und Ungewöhnliche, sie haben eine frei erfundene, realistisch wirkende, einmalige und szenisch gegliederte Handlung (z. B. Mt 20,1–15 EU).
In der dritten Kategorie, den sogenannten Beispielerzählungen, geht es weder um einen Regelfall noch um einen ungewöhnlichen Einzelfall. Vielmehr wird hier ein exemplarischer Musterfall geschildert, der dem Rezipienten entweder ein positives oder ein negatives Verhalten darlegt (z. B. Lk 10,30–35 EU).
In einem Gleichnis findet eine kurze Erzählung ihren Ausdruck; sie dient zur Veranschaulichung eines Sachverhalts nicht durch einen Begriff, sondern durch die bildhafte Rede („narrative Ethik“). Das Gleichnis wird zunächst von einem Wechsel der semantischen Ausgangsebene, des narrativen Kontexts, zu einer sogenannten Bildebene konstituiert. Im weiteren Verlauf der Erzählung kehrt das Gleichnis aber wieder zur semantischen Ausgangsebene zurück.
Rudolf Bultmann (1921) stimmt mit Jülicher überein, dass sich ein Gleichnis von der Parabel dadurch unterscheidet, dass letztere nicht zwei Sachverhalte nebeneinanderstellt, sondern den als Gleichnis dienenden Sachverhalt in eine Erzählung umsetzt. Nimmt man die beiden Aussagen zur Grundlage weiterer Betrachtungen, wird der prinzipielle Unterschied evident, aber es ist auch klar, dass im Einzelnen der Übergang fließend ist.
Für die Gleichnisse im weiteren Sinne, also auch für die Parabeln, gelten die Strukturmerkmale, die Bultmann herausgearbeitet hat. Diese sind:
- direkte Rede, Selbstgespräche
- Wiederholung
- Achtergewicht (das Wichtigste am Schluss)
- Geradlinigkeit der Erzählung
- Knappheit der Erzählung
- partiell fehlender Schluss
- szenische Zweiheit (höchstens zwei Erzählfiguren gleichzeitig)
- knappe Zeichnung der Charaktere
- sparsame Verwendung von Affekten und Motiven
- sparsame Charakterisierung der Nebenfiguren
- Gegenüberstellung von Typen

Beim Gleichnis ist der Unterschied zwischen einer Bild- und einer Sachebene konstituierend, denn als Erzählung weist sie über sich auf etwas hinaus, so in diesem Zusammenhang die Differenzierung von Eichholz (1971). Als Bildebene (oder metaphorische Ebene) wird das bezeichnet, was sich ganz einfach erkennen lässt, nämlich die eigentliche Handlung bzw. Handlungssequenz. Die Sachebene (oder Deutungsebene) muss dagegen vom Leser bzw. Zuhörer entschlüsselt, interpretiert werden, denn er muss die erzählte Geschichte aus einer übergeordneten Perspektive betrachten. Beide, die Bildebene und die Sachebene, werden durch einen Vergleichspunkt (Tertium Comparationis) miteinander verknüpft.
Die parabolische Struktur erlaubt es dem Rezipienten, von der Bildebene auf die Deutungsebene zu schließen und aus dem Erzählten Analogieschlüsse auf seine eigene Lebenswirklichkeit zu ziehen. So vermag das Gleichnis oder die Parabel über ihren unmittelbaren gegenständlichen und situativen Bezug hinauszuweisen und ihren Gehalt auf einer abstrakteren gedanklichen Stufe zu entfalten. Das „Gemeinte“ wird unter Wahrung eines Bindeglieds in Bilder oder Modelle übertragen und erfährt dadurch eine Verfremdung der Wirklichkeit, es wird eine kritische Distanz geschaffen. Notwendig ist dabei die Vereinfachung von Zusammenhängen der Ausgangsebene. Das Dechiffrieren der Bildebene durch Analogieschluss führt dann zum Rückbezug des „Gemeinten“ auf die „Lebenswirklichkeit des Rezipienten“ und kann zur Änderung der Einstellung und des Handelns führen (Verhaltensmodifikation). Damit ist das primäre Ziel des parabolischen Erzählens stets die Aufforderung zum Denken als einem kognitiven Prozess. Der Rezipient soll mittels der Analogieschlüsse die Bildebene (den metaphorischen Bereich) in die Sachebene (die Realität) überführen und deutbar machen, verstehen und sich letztlich verändern.
Für Georg Baudler führt eine solche Sicht auf die jesuanischen Gleichnisse jedoch nicht in die richtige Richtung im Umgang mit den Gleichnissen.
Udo Schnelle (2005; 2007) nutzt in Anlehnung an Jülicher die in der deutschen Sprache verwendeten Begriffe „Gleichnis“ und „Parabel“, um hierin eine Differenzierung vorzunehmen. Gleichnisse, so Schnelle, erzählten von vertrauten Vorgängen, üblichen Erfahrungen, alltäglichen Szenen. Sie seien jedem zugänglich und spielten in seiner erfahrbaren Welt. Dabei komme deren Gesetzmäßigkeit und Ordnung zur Sprache. Hingegen interessierten sich Parabeln für besondere Einzelfälle, die nicht dem Üblichen entsprächen, sondern das Besondere im Blick hätten.
Von besonderem Aufbau sind die sogenannten „Kontrastgleichnisse“, so das Gleichnis vom Sämann (Mk 4,3–9 EU), von der selbstwachsenden Saat (Mk 4,26–29 EU), vom Senfkorn (Mk 4,30–32 EU) und vom Sauerteig (Mt 13,33 EU), in denen Jesus die Herrschaft Gottes (Gottesreich) in den synoptischen Evangelien übereinstimmend überliefert. Nach Schnelle (2007) ist dabei der Schluss der Gleichnisse der bestimmende Punkt, an dem erreicht sei, was eigentlich beabsichtigt war, oder anders formuliert, der Schwerpunkt des Vergleichs liege auf dem unbedeutenderen Anfang und dem überwältigenden Ende:
- der große Baum, in dem die Vögel nisten;
- die Durchsäuerung des Teigs;
- die Scheidung von Unkraut und Weizen;
- die überreiche Ernte.

In diesen „Kontrastgleichnissen“ wird vom Schluss her der Anfang im bewusst intendierten Kontrast abgehoben, der nun seinerseits in einer besonderen Stellung erscheint. Das eigentlich Überraschende sei für den Hörer dabei der Anfang des Gleichnisses und nicht das Ende und damit der Unterschied zwischen dem Anfangs- und Endzustand des Reiches Gottes. Die „Kontrastgleichnisse“ sollen also nicht das kontinuierliche Wachstum innerhalb der Erzählung aufzeigen, sondern den Kontrast, der zwischen Anfang und Ende bedeutsam wird.
Die Wachstumsgleichnisse stellen ein Geschehen dar, in dem aus dem geschehenen Anfang ein bestimmtes Ergebnis folgt. Häufig werden die Zuordnungen zu den verschiedenen Gleichniskategorien von den unterschiedlichen Exegeten nicht eindeutig getroffen.
Ruben Zimmermann (2007) sieht in Gleichnissen kurze, fiktionalisierte Erzähltexte, die in der erzählten Welt auf eine bekannte Realität bezogen wurden, dabei aber durch implizite oder explizite Transfersignale zu erkennen geben, dass die Bedeutung des Erzählten vom Wortlaut des Textes zu unterscheiden sei. Es seien Texte, die mit den Bildern der Welt von Gott reden.
Nach Günther Schwarz (1986) war die Umgangssprache Jesu und die seiner Jünger ein galiläisches Westaramäisch; das Hebräische sei seit der Rückkehr des Volkes Israel aus dem babylonischen Exil nicht mehr Umgangssprache, sondern nur noch Kultsprache in sakralen Handlungen gewesen. Beide Sprachen ähnelten sich aber stark. Die überlieferten Jesus-Worte seien daher ursprünglich aramäisch gedacht und zunächst auch aramäisch niedergeschrieben worden. Im Laufe der Verbreitung der Lehre Jesu seien sie in die damalige Welt- und Handelssprache Griechisch, genauer die Koine übersetzt worden. Im Prozess der Übersetzung ist nach Schwarz mit drei Fehlerursachen zu rechnen: Abschreibefehler, Übersetzungsfehler, Deutefehler; ferner Ergänzungen, Auslassungen, Verschachtelungen und Umstellungen. Wenn im Griechischen etwas dastehe, das sich im Aramäischen nicht sagen lasse, könne Jesus es so auch nicht gesagt haben.
Das Ansinnen von Schwarz war eine Rekonstruktion der möglichen jesuanischen Rede bzw. des Redeinhalts. Dennoch bleibt es methodisch fragwürdig, ob durch eine Rückübersetzung des griechischen Textes ins Aramäische die ursprüngliche Textgestalt entsteht, die der mündlichen Rede Jesu zu Grunde liegt. Jesus lebte in einer jüdischen-ruralen Umwelt und in einer von der Tora geprägten Vorstellungswelt, die Mitglieder der griechischen Kultur wiederum in einem ganz anderen Sprachumfeld, vor allem aber in einer anderen Vorstellungswelt. Die Übersetzung der Worte, Gleichnisse und Taten Jesu ins Griechische war also nicht nur eine Übertragung in eine andere Sprache, sondern auch in eine andere Vorstellungswelt, denn das jeweilige „kulturelle Wissen“ ist mit dem Wortbestand einer Sprache verbunden.

## Allegorien
Die Allegorie ist eine Form indirekter Aussage, bei der eine Sache (Ding, Person, Vorgang) aufgrund von Ähnlichkeits- oder Verwandtschaftsbeziehungen als Zeichen einer anderen Sache (Ding, Person, Vorgang, abstrakter Begriff) eingesetzt wird. Allegorien geben eine verschlüsselte Rede wieder, in der jedes narrative Element auf eine andere, in Wirklichkeit gemeinte Sache bzw. einen Sachverhalt hin übertragen werden muss (Mk 4,3–8 ). Die Kategorisierung der Gleichnisse in Parabeln, Gleichnisse und Allegorien, wie sie Jülicher vorgenommen hat, ist in der theologischen Diskussion jedoch umstritten.

## Beispielerzählung
Eine Beispielerzählung erläutert die Erzählung, indem sie zu jedem Absatz ein leicht zu verstehendes Beispiel gibt. Im Gegensatz zur Parabel fehlt hier jedoch das bildliche Element. Das Handeln wird nicht in bildhafter Verkleidung geschildert, sondern auf der Sachebene und damit direkt erzählt.

## Bildreden bei Johannes
Die Ich-bin-Worte Jesu sind „Bildworte“, die sein Wesen („Sohn Gottes“) für einzelne gerechte Israeliten (hebräisch ben elohim בֵּן אֱלֹהִים) zum Ausdruck bringen sollen und damit zu einer Selbstoffenbarung werden. Sie finden sich durchweg im Johannes-Evangelium. Das im Narrativ verwendete „Bild“ ist ein Begriff oder häufiger ein Zusammenhang von Begriffen, der zumeist auf einen konkreten Gegenstand, Sachverhalt oder eine Person in der außersprachlichen Wirklichkeit (den Referenten) verweist.

## Zusätzliche Gleichnisse und Parabeln aus dem Thomasevangelium
Das gnostisch geprägte Thomasevangelium (EvThom) enthält eine apokryphe Sammlung von 114 Sprichworten, die als Logien und kurze Dialoge dargelegt wurden. Neben den in den synoptischen Evangelien ähnlich oder gleich lautenden Entsprechungen finden sich weitere, eigenständige Niederschriften von Gleichnissen und Parabeln.